# Jean-François Baldé
Jean-François Baldé, född 25 november 1950, är en fransk roadracingförare som var aktiv i Roadracing-VM från 1973 till 1989. Han körde huvudsakligen i Grand Prix-klaserna 250cc och 350cc men gjorde också några race i 500cc. Baldé tog totalt fem Grand Prix-segrar: tre i 350-kubiksklassen och två i 250-kubiksklassen. Den första segern kom i Argentinas Grand Prix 1981 och den sista i Sydafrikas Grand Prix 1983. Han kom tvåa 250-klassen i Roadracing-VM 1981 på en Kawasaki och trea i samma klass Roadracing-VM 1980 på en Yamaha. I 350-klassen kom Baldé trea tre år i rad från 1980 till 1982, alla gånger på en Kawasaki.